# Адмирал Нахимов (атомный крейсер)
Тяжёлый атомный ракетный крейсер «Адмирал Нахимов» — советский/российский атомный ракетный крейсер проекта 1144.2М «Орлан».
Вступил в строй в декабре 1988 года; до 1992 года носил название «Калинин». Корабль 1-го ранга, входит в состав Северного флота ВМФ России, бортовой номер 080.
С 1999 года находится на ремонте и модернизации (фактическая работа началась в 2013 году), возвращение корабля на боевую службу в середине 2023 года намечалось к концу 2024 года; в ноябре 2024 года источники информировали СМИ, что планировавшийся на 15 ноября первый выход корабля в море перенесён на неопределенный срок и что корабль выйдет в море не раньше весны 2025 года. Вышел в море на ходовые испытания в августе 2025 года

## История
Заложен 17 мая 1983 года; 25 апреля 1986 года спущен на воду; 30 декабря 1988 года вступил в строй.
22 апреля 1992 года переименован в «Адмирал Нахимов».
В июле 1997 года — переход до места ремонта.
14 августа 1999 года поставлен на ремонт и модернизацию на предприятии Севмаш в Северодвинске; в рамках ремонта и модернизации крейсера планировалась замена морально устаревшего радиоэлектронного оборудования. Предполагалось, что на корабле установят современные цифровые системы, которые позволят вывести радиоэлектронику крейсера на современный уровень.
В 2008 году план по ремонту был откорректирован, что позволило форсировать модернизацию: так, уже в сентябре началась выгрузка отработанного ядерного топлива. В 2012 году закончены подготовительные работы и проектирование нового облика корабля.
13 июня 2013 года «Севмаш» заключил контракт с Министерством обороны РФ на ремонт и модернизацию крейсера, с возвращением его в боевой состав флота в 2018 году.
С декабря 2013 года на корабле начались работы по монтажу систем технологического обеспечения ремонтных работ, а также выгрузка и дефектация оборудования.
24 января 2014 года пресс-служба «Севмаша» сообщила, что корабль готовится к переходу в наливной бассейн, и это будет основной задачей на 2014 год — корабль будет приподнят с помощью четырёх специально изготовленных для этого понтонов для перевода через порог батопорта. 4 февраля было завершено строительство первого понтона из 4-х запланированных. Для заводки корабля в наливной бассейн также будут использованы ещё два дополнительных понтона из блоков, которые были применены при постановке в док авианосца «Викрамадитья».
По информации на 4 июня 2014 были установлены понтоны на доковое опорное устройство, где произведена их доработка; 10 июля изготовлен 2-й понтон. 24 октября крейсер завели в наливной бассейн «Севмаша».
30 января 2015 года крейсер подготовили к огневым работам, продолжался демонтаж внутренних корпусных конструкций. 2 ноября закончен демонтаж старого оборудования; началась подготовка к приёму нового оборудования.
В феврале 2016 года на «Севмаше» завершена дефектация конструкции корпуса и начата работа по грунтовке. В 2017 году ожидалось, что крейсер вернётся в строй к 2020 году.
По сведениям ВМФ России, по новому плану, ремонт крейсера «Адмирал Нахимов» должен завершиться в конце 2022 года; испытания корабля, по информации пресс-службы производственного объединения «Севмаш», должны начаться в 2021 году.
По открытой информации, в процессе модернизации, крейсер должен получить 80 унифицированных пусковых установок УКСК 3С14, которые могут осуществлять пуск нескольких типов ракет, таких как различные версии ОКР «Калибр», «Оникс» и перспективной гиперзвуковой ракеты «Циркон». Также крейсер получит комплексы ПВО «Форт-М» и «Панцирь-М» и противолодочные «Пакет-НК» и «Ответ».
19 августа 2020 года на Севмаше закончена технологическая операция по выводу из наливного бассейна к достроечной набережной, для проведения второго этапа работ по ремонту и модернизации корабля. По состоянию на весну 2021 года, Севмаш намечал провести швартовные испытания в 2021 году, а возвращение корабля на боевую службу намечено на 2023 год. В 2023 году заявлено, что возвращение корабля на боевую службу намечено на 2024 год.
В августе 2023 года сообщено, что стоимость ремонта и модернизации корабля с начала работ удвоилась и уже превысила 200 миллиардов рублей.
В ноябре 2024 года сроки испытаний были перенесены на «неопределенный срок» не раньше весны 2025-го года.
6 декабря 2024 года приступил к заводским ходовым испытаниям после завершения ремонта с модернизацией.
В январе 2025 года сообщалось, что на крейсере осуществлён физический пуск ядерного реактора, что, как отмечалось, не означало что ремонт, длящийся с 1999 года, окончен.
18 августа 2025 года вышел в море на заводские испытания спустя 26 лет ремонта

## Командиры
- Капитан 1-го ранга Чеботарёв Валерий Михайлович 1986—1989 гг.
- Капитан 1-го ранга Галанин Анатолий Фёдорович 1989—1994 гг.
- Капитан 1-го ранга Суханов Леонид Викторович 1994—1998 гг.
- Капитан 2-го ранга Турилин Александр Васильевич 1998—1999 гг.
- Капитан 1-го ранга Халевин Андрей Юрьевич 1999—2003 гг.
- Капитан 1-го ранга Васильченко Геннадий Александрович 2003—2016 гг
- Капитан 2 ранга Пономарёв Артём Сергеевич 2023 - по н. в.

## Изображения

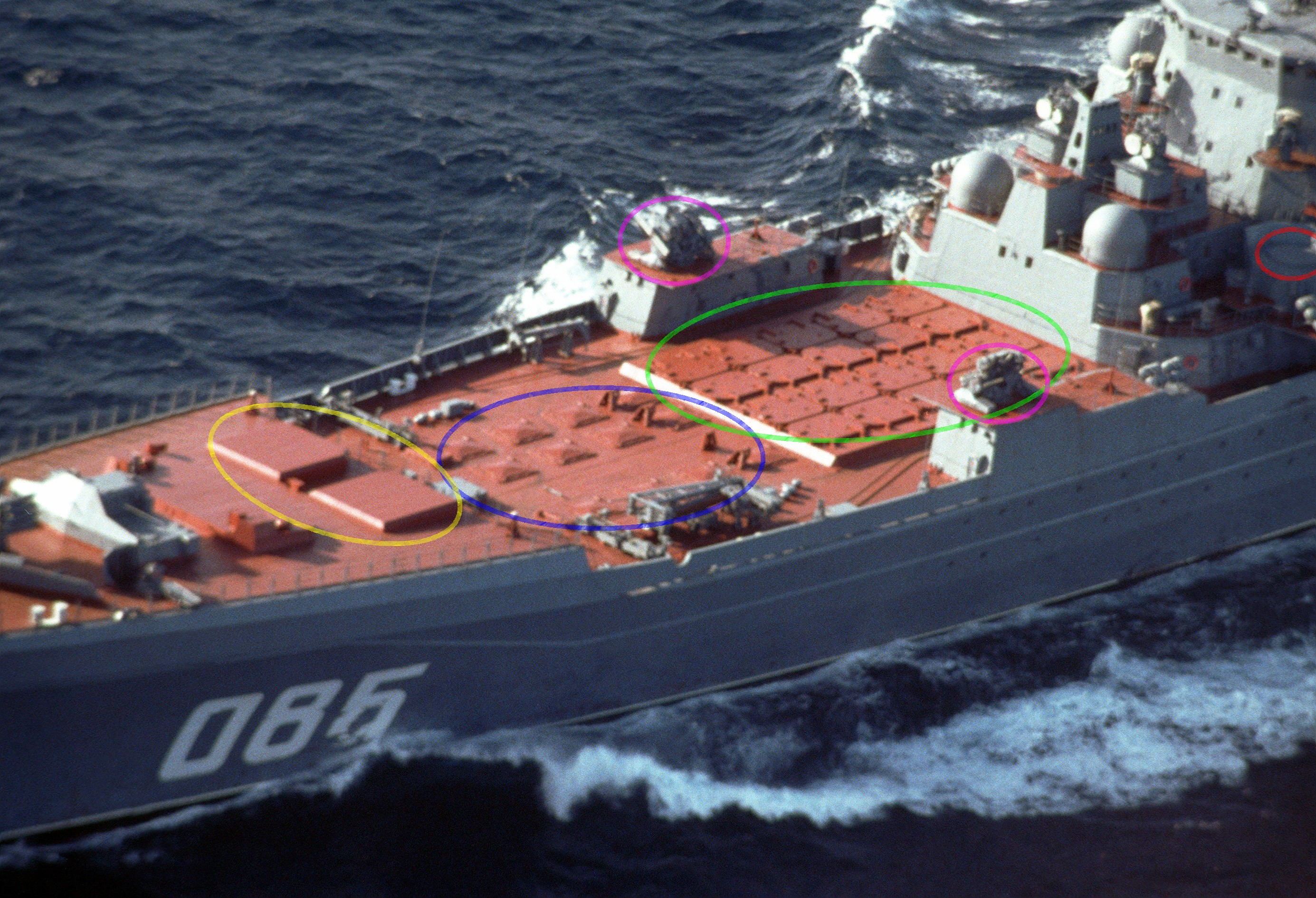
Пусковые установки крейсера